# Scott L. Klug
Scott L. Klug (Milwaukee, 16 de enero de 1953) es un cabildero, autor y empresario estadounidense, así como ex político y reportero de televisión. Entre 1991 y 1999 se desempeñó como miembro republicano de la Cámara de Representantes de los Estados Unidos por el 2.º distrito congresional de Wisconsin.

## Primeros años
Klug creció en West Allis y Wauwatosa, ambos suburbios del área de Milwaukee. Asistió a la escuela secundaria de la Universidad Marquette, una escuela católica, y luego a la Universidad de Lawrence, donde se graduó con un título en historia en 1975. Al año siguiente recibió una maestría en periodismo de la Universidad del Noroeste. Más tarde recibió un MBA de la Universidad de Wisconsin-Madison en 1990. Durante 14 años, Klug fue periodista de televisión, sirviendo como presentador y reportero de varias estaciones en Seattle, Madison y Washington D. C..

## Carrera política
Klug fue elegido por primera vez para el 102.º Congreso en 1990, derrotando, en una sorpresa sorpresa, al titular de 16 mandatos, Robert Kastenmeier, con el 53% de los votos. Ganó la reelección en 1992 con el 63% de los votos, en 1994 con el 69% de los votos y en 1996 con el 57% de los votos.
Mientras estuvo en el cargo, Klug fue miembro del Comité de Energía y Comercio de la Cámara de Representantes. En su primer mandato, ganó la atención nacional como uno de los miembros de la Banda Republicana de los Siete. También se opuso a la administración de George H. W. Bush al apoyar el derecho al aborto y el permiso por paternidad.
Mientras estuvo en el Congreso, Klug se opuso a la edad federal para beber, diciendo que la regulación del alcohol debería dejarse en manos de los estados individuales, y abogó por la revocación de la Ley nacional sobre la edad mínima legal para el consumo de alcohol en Estados Unidos de 1984.
A instancias del liderazgo republicano bajo Newt Gingrich, Klug presentó una resolución que indica que la Cámara no apoyaría las resoluciones continuas para mantener la financiación del gobierno; esto llevó al cierre del gobierno federal de los Estados Unidos de 1995 y 1996.
Klug no se postuló para la reelección en 1998 y su mandato expiró el 3 de enero de 1999. Su escaño lo ganó la demócrata Tammy Baldwin.

## Carrera posterior
Klug actualmente se desempeña como director de asuntos públicos de Foley & Lardner, un bufete de abogados con sede en Wisconsin, y representa a clientes en Washington y en varias capitales estatales.
En 2013, fue autor de The Alliance, una novela de misterio sobre religión y antigüedades.
En 2007, Klug copresidió la campaña presidencial de Rudy Giuliani en Wisconsin junto con el exsenador Bob Kasten y la exsenadora estatal Cathy Stepp. El 30 de enero de 2008, Giuliani se retiró de la contienda.
En agosto de 1998, Klug, como director de Barking Sands Media, compró Wisconsin Trails, una revista de viajes. Fue director ejecutivo de Trails Media Group, con sede en Black Earth, Wisconsin hasta 2007, cuando la empresa fue vendida al Milwaukee Journal Sentinel y se trasladó a Milwaukee, Wisconsin. 

## Vida personal
Klug es residente de Madison, Wisconsin con su esposa, Theresa Summers Klug. La pareja tiene tres hijos.